# Diocèse d'Ekwulobia
Le diocèse d'Ekwulobia (en latin :  Dioecesis Ekvulobianus ) est une circonscription ecclésiastique de l'Église catholique du Nigeria, dont le siège est à Ekwulobia. 

## Histoire
Le diocèse est créé par le pape François le 5 mars 2020 par la division du diocèse d'Awka. Il dépend de l’archidiocèse d’Onitsha.

## Evêques d’Ekwulobia
- Peter Ebere Okpaleke depuis le 5 mars 2020